# Tiermas
Tiermas är en fornlämning i Spanien.   Den ligger i provinsen Provincia de Zaragoza och regionen Aragonien, i den nordöstra delen av landet, 300 km nordost om huvudstaden Madrid. Tiermas ligger 450 meter över havet.
Terrängen runt Tiermas är huvudsakligen kuperad. Tiermas ligger nere i en dal som går i öst-västlig riktning.  Trakten runt Tiermas är nära nog obefolkad, med mindre än två invånare per kvadratkilometer. Närmaste större samhälle är Sangüesa, 14,8 km väster om Tiermas. I omgivningarna runt Tiermas växer i huvudsak barrskog.